# Michelle Jenner
Michelle Jenner Husson (Barcelona, 14 de septiembre de 1986) es una actriz española de cine, televisión y doblaje. Como actriz es principalmente conocida por su papel de Sara Miranda en la serie de televisión Los hombres de Paco y como Isabel la Católica en la serie Isabel. También ha trabajado como actriz de doblaje, siendo la voz en España de la actriz británica Emma Watson, y la voz de Giosuè, el niño pequeño de la película La vida es bella, además de doblar varias películas de animación de Pixar y Disney como Toy Story y The Lion King II: Simba's Pride.

## Biografía
Nació en Barcelona el 14 de septiembre de 1986. Pertenece a una familia de artistas, ya que su madre, Martine Husson, fue actriz y bailarina de music-hall; su padre es el actor de doblaje Miguel Ángel Jenner, y que apareció en algunos programas de TVE como Los sabios o El edén y su hermano David Jenner Husson también es actor especializado en doblaje. Michelle tiene ascendencia inglesa por parte de padre y francesa por su madre. Además, su antepasado Edward Jenner fue el inventor de la vacuna contra la viruela.
A la edad de dos años hizo sus primeras apariciones en pantalla con un anuncio de flotadores. Con seis, comenzó en el mundo del doblaje. Cabe destacar, entre más de un centenar de trabajos, que puso voz a Hermione Granger en las primeras cuatro películas de Harry Potter y al pequeño Giosué en La vida es bella.
De pequeña asistió a la escuela catalana La Salle Bonanova y posteriormente estudió teatro, canto y baile en la escuela Company & Company. Tras acabar el bachillerato, ingresó en la escuela de interpretación Nancy Tuñón de Barcelona, donde solo hizo el primer curso.

## Vida personal
Fue pareja del actor Javier Hernández (2005-2009) y del cantante Leiva (2009-2012). Entre 2012 y 2023 mantuvo una relación sentimental con Javier García González, un adiestrador de perros. Fruto de esta relación, en julio de 2019 nació su único hijo, Hugo García Jenner.

## Carrera
Ha estado haciendo publicidad e interviniendo en varios videoclips ("In your mind" de Anggun, "Veneno en la piel" de Andrés Calamaro e "Incredible" de Darius). En televisión realizó una pequeña aparición en el primer episodio de la serie británica Viva S Club en el año 2002. Poco tiempo después se incorporó a El cor de la ciutat (2000-2001), interpretando el papel de Alicia. También intervino en Més enllà de les estrelles (2003) y en un capítulo de Porca misèria (2006). En cine, participó en Faust, la venganza está en la sangre (2000) y Nubes de verano (2004).

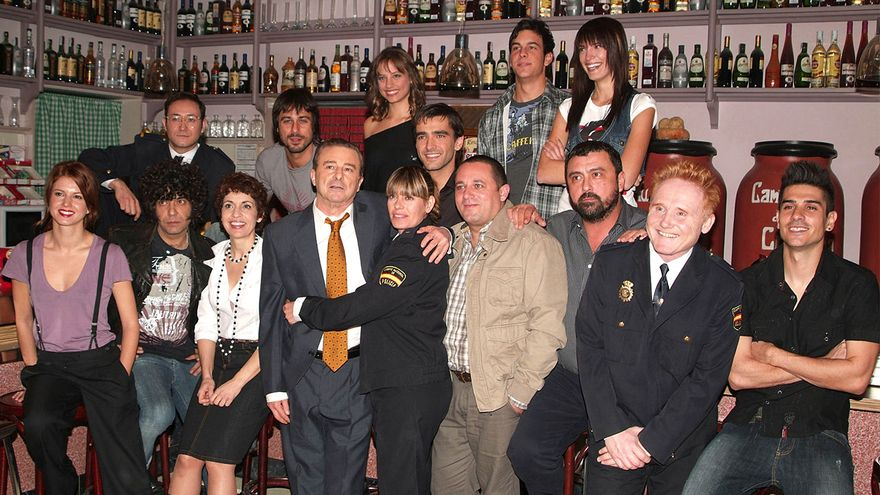
Michelle Jenner (de negro, en segundo plano) junto al reparto de la serie de Los Hombres de Paco.

Se trasladó a Madrid para empezar a grabar la serie Los hombres de Paco, de Antena 3, donde interpretó a Sara Miranda hasta 2009.
Michelle fue imagen de la campaña de Herbal Essences para el verano de 2007. Protagonizó dos cortometrajes, Tight (ganador del premio Brigadoon al mejor cortometraje en Sitges 2006) y Cinco contra uno (ganador del Premio Joven en el Festival Humor en Corto). Además, la actriz ha posado para revistas como MAN o FHM entre otras (Marie Claire, Lecturas, In style, Ragazza, Cosmopolitan y suplementos de periódicos como XLSemanal, TVMás, Mujer hoy o Magazine son algunas de ellas). Fue también embajadora del videojuego Los Sims 2, con un personaje creado a partir de ella.

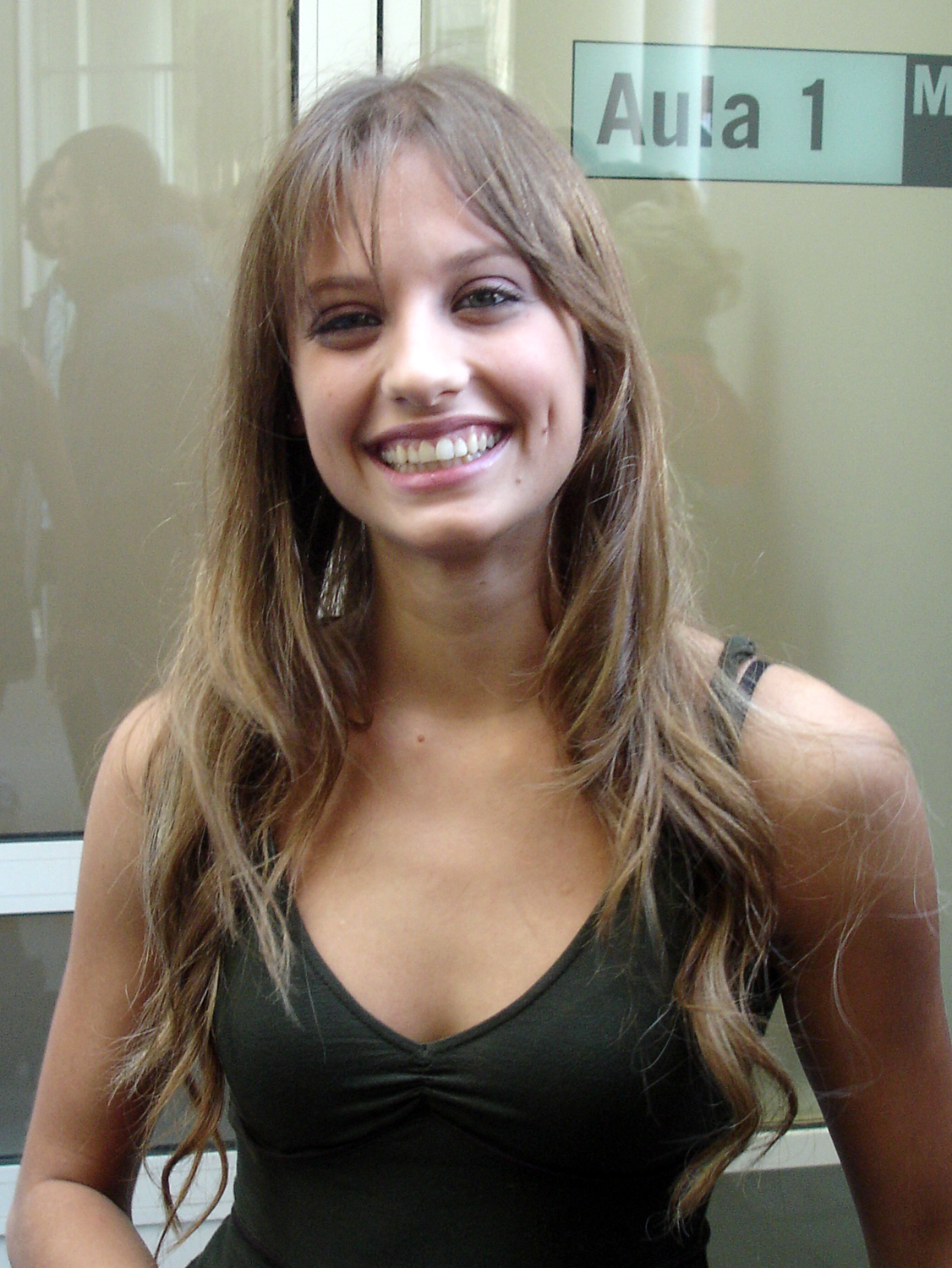
Michelle Jenner en 2007

En 2008 representó el mes de septiembre en el Calendario Larios de la moda y actuó en su primera obra de teatro, Don Juan en Alcalá, en el papel de Doña Inés.
En el año 2009, regresó a las salas de doblaje para poner voz a una de las protagonistas del videojuego Heavy Rain, y se estrenaron dos de las películas en las que participaba, Íntimos y extraños (16 de octubre) y Spanish Movie (4 de diciembre). En verano de este mismo año, empieza el rodaje de Inocentes, miniserie de Telecinco en la que comparte protagonismo con Álex González, que se emitió en la cadena a principios de 2010, año en el que Circuit se presenta en la Sección Oficial de la decimotercera edición del Festival de Málaga. En este año además, grabó la primera serie producida por el canal de pago TNT, titulada Todas las mujeres, además de un telefilme para Antena 3, La princesa de Éboli, donde comparte escena con Belén Rueda, entre otros muchos. El 29 de abril de 2011 estrenó la película No tengas miedo, dirigida por Montxo Armendáriz, en la que es protagonista de una trama sobre abusos sexuales a menores. Dicho trabajo le valió una nominación a los Premios Goya como mejor actriz revelación, además de un Premio Sant Jordi a la mejor actriz española. Ese mismo año estrenó también Extraterrestre, de Nacho Vigalondo.
En mayo de 2011 comenzó el rodaje de la serie histórica de La 1 sobre la vida de Isabel La Católica, Isabel, que se empezó emitir el 10 de septiembre de 2012. En ella encarna, como protagonista, a la reina Isabel. Su papel se mantuvo durante tres temporadas y concluyó con el fallecimiento del personaje principal siguiendo la historia del mismo. Este trabajó supuso un punto de inflexión en la carrera de Jenner, y le valió diversos premios y nominaciones. En 2012 puso voz a Sara, una de las protagonistas de la película de animación Las aventuras de Tadeo Jones. En 2014 apareció en un capítulo de la serie Cuéntame un cuento emitida en Antena 3.
En 2015 puso voz a Beatriz, el azulejo parlante de la serie Más allá del jardín, emitida por Cartoon Network. También en 2015 comenzó con el doblaje de la película Atrapa la bandera poniendo voz a uno de los personajes principales. Volvió a ponerse en la piel de Isabel la Católica con una aparición capitular en la serie de Televisión Española El Ministerio del Tiempo. Poco después, empezó con el doblaje para la versión española de Aloy, protagonista del videojuego Horizon Zero Dawn, desarrollado por Guerrilla Games.
En 2016 estrenó cinco películas. En febrero, la comedia Tenemos que hablar, que protagonizó junto a Hugo Silva. En abril estrenó, con un papel secundario, la película de Pedro Almodóvar Julieta, en la que compartió reparto con Emma Suárez y Adriana Ugarte. El 3 de junio se estrenó la comedia romántica Nuestros amantes, en la que Jenner tuvo un papel protagonista junto a Eduardo Noriega, Amaia Salamanca y Gabino Diego. De nuevo, interpretó a la reina Isabel en la película La corona partida de Jordi Frades. También dobló a Paula en la película de animación Ozzy.
En 2017 volvió a poner voz al personaje de Sara en la segunda parte de la película de dibujos animados Tadeo Jones. De nuevo, dobló a Emma Watson, esta vez en la versión con personajes de carne y hueso del clásico de Disney La bella y la bestia. En la Navidad de ese año protagonizó el spot navideño de la marca de cava Freixenet junto al argentino Ricardo Darín.
En 2018 volvió a la televisión para protagonizar la serie histórica La catedral del mar, basada en la novela homónima de Ildefonso Falcones, y ambientada en la ciudad de Barcelona en el siglo XIV. También ese año protagonizó El continental, drama histórico de TVE. En el cine, encabezó los repartos de Miamor perdido, junto a Dani Rovira; y La sombra de la ley, con Luis Tosar y Ernesto Alterio. En verano protagonizó junto al actor catalán Oriol Pla, el cortometraje promocional de la marca de cerveza Estrella Damm.
En 2022 fichó por la serie Berlín, serie derivada de La casa de papel en el papel de Keila, una ingeniera experta en ciberseguridad.

## Filmografía
| Año  | Título                               | Personaje            | Director                | Notas         |
| ---- | ------------------------------------ | -------------------- | ----------------------- | ------------- |
| 2000 | Faust: La venganza está en la sangre | Jade                 | Brian Yuzna             |               |
| 2004 | Nubes de verano                      | Natalia              | Felipe Vega             |               |
| 2006 | Tight                                | Niña                 | Sergi Vizcaíno          | Cortometrajes |
| 2007 | Cinco contra uno                     | Mónica               | Jorge Naranjo           | Cortometrajes |
| 2009 | Íntimos y Extraños                   | María                | Rubén Alonso            |               |
| 2009 | Spanish Movie                        | Hada                 | Javier Ruiz Caldera     |               |
| 2010 | Circuit                              | Eva                  | Xavier Ribera           |               |
| 2011 | Extraterrestre                       | Julia                | Nacho Vigalondo         |               |
| 2011 | No tengas miedo                      | Silvia               | Montxo Armendáriz       |               |
| 2013 | Todas las mujeres                    | Ona                  | Mariano Barroso         |               |
| 2014 | Open Windows                         | Poseída              | Nacho Vigalondo         |               |
| 2014 | Biodiversidad                        | Bea                  | Guillermo Chapa         | Cortometraje  |
| 2016 | La corona partida                    | Isabel I de Castilla | Jordi Frades            |               |
| 2016 | Julieta                              | Beatriz              | Pedro Almodóvar         |               |
| 2016 | Nuestros amantes                     | Irene                | Miguel Ángel Lamata     |               |
| 2016 | Tenemos que hablar                   | Nuria                | David Serrano           |               |
| 2016 | En tu cabeza                         | Andrea               | Daniel Sánchez Arévalo  |               |
| 2016 | All In                               | Ana                  | Daniel Vázquez          | Cortometraje  |
| 2018 | La sombra de la ley                  | Sara                 | Dani de la Torre        |               |
| 2018 | Miamor perdido                       | Olivia               | Emilio Martínez Lázaro  |               |
| 2018 | Álex y Julia                         | Julia                | Dani de la Torre        | Cortometraje  |
| 2023 | Bird Box Barcelona                   | Liliana              | David y Álex Pastor     |               |
| 2023 | Ocho apellidos marroquís             | Begoña               | Álvaro Fernández Armero |               |
| 2025 | El secreto del orfebre               | Celia                | Olga Osorio             |               |

| Año  | Título                                  | Personaje          | Director             |
| ---- | --------------------------------------- | ------------------ | -------------------- |
| 1995 | Toy Story                               | Hannah Phillips    | John Lasseter        |
| 1997 | La vida es bella                        | Giosuè Orefice     | Roberto Benigni      |
| 1998 | El rey león II: El tesoro de Simba      | Kiara              | Darrell Rooney       |
| 2001 | Harry Potter y la piedra filosofal      | Hermione Granger   | Chris Columbus       |
| 2002 | Return to Neverland                     | Jane               | Robin Budd           |
| 2002 | Harry Potter y la cámara secreta        | Hermione Granger   | Chris Columbus       |
| 2004 | Bob Esponja: La película                | Mindy              | Stephen Hillenburg   |
| 2004 | Harry Potter y el prisionero de Azkaban | Hermione Granger   | Alfonso Cuarón       |
| 2005 | Harry Potter y el cáliz de fuego        | Hermione Granger   | Mike Newell          |
| 2008 | El valiente Despereaux                  | Princesa Esperanza | Sam Fell y Gary Ross |
| 2012 | Las aventuras de Tadeo Jones            | Sara Lavrof        | Enrique Gato         |
| 2013 | Futbolín                                | Laura              | Juan José Campanella |
| 2015 | Atrapa la bandera                       | Amy                | Enrique Gato         |
| 2016 | Ozzy                                    | Paula              | Nacho La Casa        |
| 2017 | La Bella y la Bestia                    | Bella              | Bill Condon          |
| 2017 | El gigante, el sastre y el rey          | Alba               | Mike Mitchell        |
| 2017 | Tadeo Jones 2: El secreto del rey Midas | Sara Lavrof        | Enrique Gato         |
| 2022 | Tadeo Jones 3: La tabla esmeralda       | Sara Lavrof        | Enrique Gato         |
| 2024 | Del revés 2                             | Ansiedad           | Kelsey Mann          |

| Año             | Título                                   | Personaje                  | Cadena    | Notas                           |
| --------------- | ---------------------------------------- | -------------------------- | --------- | ------------------------------- |
| 2001-2002       | El cor de la ciutat                      | Alícia                     | TV3       | 4 episodios                     |
| 2005            | Porca Misèria                            | Amiga de la Guiomar        | TV3       | 1 episodio                      |
| 2005-2010; 2021 | Los hombres de Paco                      | Sara Miranda Castro        | Antena 3  | Elenco principal; 111 episodios |
| 2010            | Todas las mujeres                        | Ona                        | TNT       | Elenco principal; 6 episodios   |
| 2010            | La princesa de Éboli                     | Ana de Austria             | Antena 3  | Telefilme                       |
| 2010            | Inocentes                                | Sonia                      | Telecinco | Telefilme                       |
| 2012-2014       | Isabel                                   | Isabel I de Castilla       | La 1      | Protagonista; 39 episodios      |
| 2014            | Cuéntame un cuento: La bella y la bestia | Miranda Salazar (La Bella) | Antena 3  | 1 episodio                      |
| 2015            | José Mota presenta...                    | Ella misma                 | La 1      | Artista invitada                |
| 2015            | El ministerio del tiempo                 | Isabel I de Castilla       | La 1      | Estrella invitada; 1 episodio   |
| 2018            | El continental                           | Andrea Abascal             | La 1      | Elenco principal; 10 episodios  |
| 2018            | La catedral del mar                      | Mar Estanyol               | Antena 3  | Elenco principal; 4 episodios   |
| 2020            | Memorias de Idhún                        | Victoria                   | Netflix   | Papel de voz; 10 episodios      |
| 2021            | La cocinera de Castamar                  | Clara Belmonte             | Antena 3  | Protagonista; 12 episodios      |
| 2022            | Los herederos de la tierra               | Mar Estanyol               | Netflix   | Estrella invitada; 2 episodios  |
| 2022            | Las de la última fila                    | Paloma «Palo» Tejero Dobón | Netflix   | Estrella invitada; 2 episodios  |
| 2023            | Tú también lo harías                     | Elisa Peña López           | Disney+   | Elenco principal; 8 episodios   |
| 2023            | Berlín                                   | Keila                      | Netflix   | Elenco principal; 8 episodios   |

## Premios y nominaciones
| Año  | Categoría               | Trabajo         | Resultado |
| ---- | ----------------------- | --------------- | --------- |
| 2012 | Mejor actriz revelación | No tengas miedo | Nominada  |

| Año  | Categoría             | Trabajo         | Resultado |
| ---- | --------------------- | --------------- | --------- |
| 2011 | Mejor actriz española | No tengas miedo | Ganadora  |

| Año  | Categoría               | Trabajo           | Resultado |
| ---- | ----------------------- | ----------------- | --------- |
| 2011 | Mejor actriz            | No tengas miedo   | Ganadora  |
| 2011 | Intérprete revelación   | No tengas miedo   | Nominada  |
| 2013 | Mejor actriz secundaria | Todas las mujeres | Nominada  |

| Año  | Categoría                            | Trabajo | Resultado |
| ---- | ------------------------------------ | ------- | --------- |
| 2013 | Mejor intérprete de ficción femenina | Isabel  | Ganadora  |

| Año  | Categoría                     | Trabajo | Resultado |
| ---- | ----------------------------- | ------- | --------- |
| 2012 | Mejor interpretación femenina | Isabel  | Nominada  |
| 2013 | Mejor interpretación femenina | Isabel  | Nominada  |
| 2014 | Mejor interpretación femenina | Isabel  | Ganadora  |

| Año  | Categoría                  | Trabajo | Resultado |
| ---- | -------------------------- | ------- | --------- |
| 2012 | Mejor actriz de televisión | Isabel  | Ganadora  |
| 2013 | Mejor actriz de televisión | Isabel  | Nominada  |
| 2014 | Mejor actriz de televisión | Isabel  | Ganadora  |

| Año  | Categoría                               | Trabajo | Resultado |
| ---- | --------------------------------------- | ------- | --------- |
| 2012 | Mejor actriz protagonista de televisión | Isabel  | Nominada  |
| 2013 | Mejor actriz protagonista de televisión | Isabel  | Nominada  |
| 2014 | Mejor actriz protagonista de televisión | Isabel  | Ganadora  |

| Año  | Categoría                                        | Trabajo | Resultado |
| ---- | ------------------------------------------------ | ------- | --------- |
| 2013 | Mejor actriz protagonista española de televisión | Isabel  | Ganadora  |

| Año  | Categoría    | Trabajo | Resultado |
| ---- | ------------ | ------- | --------- |
| 2013 | Mejor actriz | Isabel  | Ganadora  |
| 2015 | Mejor actriz | Isabel  | Ganadora  |